# 全寄
全寄（3世纪—250年），揚州吴郡钱唐县（今浙江省杭州市）人。东吴将领全琮之次子，兄全绪，弟全懌、全吴。全琮娶东吴皇帝孙权女孙鲁班，史书没有记载全寄是否是她亲生。
卫将军全琮让儿子全寄侍奉鲁王孙霸，写信告诉丞相陆逊，陆逊以为不可取。全寄攀附鲁王，轻率与之结交。陆逊写信劝全琮，说他不学汉朝金日磾严格对待儿子，反而庇护阿寄，最终会使家门招祸。全琮与陆逊发生了裂痕。赤烏八年（245年），全寄和孙霸的党羽杨竺、吴安、孙奇等一起诬陷毁谤太子孙和，孙权感到迷惑。赤乌十三年（250年），孙权把太子孙和废为平民，迁居到故鄣县，赐鲁王孙霸自杀。因为全寄、吴安、孙奇勾结孙霸、诬陷孙和，把他们全部诛杀。